# Rissoina dyscrita
Rissoina dyscrita är en snäckart som beskrevs av Faber 1990. Rissoina dyscrita ingår i släktet Rissoina och familjen Rissoidae. Inga underarter finns listade i Catalogue of Life.